# دجاج صخري
الدجاج الصخري أو فُيَاق أو الغربان الصلعان (الاسم العلمي: Picathartes)، هو جنس صغير من الطيور يتبع رتبة العصفوريات. وهو الجنس الوحيد في فصيلته. يحتوي على نوعين فقط. تتواجد في الغابات المطيرة الاستوائية في وسط وغرب أفريقيا. وتتغذى على الحشرات واللافقاريات. وهي من الطيور غير المهاجرة إذ تعتمد على الغابات المدارية الصخرية في العيش فيها. وتعتبر من الأنواع المهددة بالانقراض. بالنسبة إلى العصفوريات فإنها تعتبر كبيرة حيث يصل طولها ما بين 33 إلى 38 سم. ولديها ساقين طويلين وعنق وذيل طويل كذلك. وتزن ما بين 200 إلى 250 جم.

## الأنواع
- دجاج صخري أبيض العنق (الاسم العلمي: Picathartes gymnocephalus)
- دجاج صخري رمادي العنق (الاسم العلمي: Picathartes oreas)